# 艾德蒙·德瓦爾
艾德蒙·德瓦爾，OBE（Edmund de Waal，1964年9月10日—）是英國的陶瓷藝術家，作家，出生於英國諾丁漢。直到2011年，他曾為英國威斯敏斯特大學策展人，講師，藝術評論家，藝術史學家和陶瓷教授。他曾獲得多個獎項和榮譽。

## 著作
- 《琥珀眼睛的兔子》（The Hare with Amber Eyes: A Hidden Inheritance）
- 《白色之路》（The White Road：A Pilgrimage of Sorts）于2015年出版，该书追溯了他探索瓷器历史的历程

## 連接
- Alan Cristea Gallery website
- "Edmund de Waal on Proust: The writer behind the hare" - article of April 1, 2011 （页面存档备份，存于）